# Beni Saf
Beni Saf és una ciutat litoral situada al nord-oest d'Algèria, en la wilaya d'Aïn Témuochent.

## Història
Històricament, deu l'existència als jaciments de mineral de ferro existents als seus voltants, explotats des de l'antiguitat i fins als nostres dies.
A la rodalia s'aixecà la ciutat de Siga, capital de la Numídia occidental i seu del tron de Sifax, rei dels massesils, tribu amaziga que va jugar un considerable paper durant la Segona Guerra Púnica (218 ae) aliant-se alternativament amb Roma i Cartago.
La ciutat tal com es coneix hui fou fundada cap al 1875 per a l'explotació del mineral de ferro per l'estat francés, i hi arribaren els primers pobladors europeus de l'estat espanyol i francés, principalment.

## Economia i indústria
La ciutat basa l'economia en la mineria del ferro i en altres activitats com la pesca i la construcció naval, indústries que l'han feta cèlebre.
Així mateix, des d'aquesta ciutat ix el gasoducte de 210 km de longitud instal·lat per l'empresa Medgaz, que transporta gas natural a través de la Mediterrània fins a la ciutat espanyola d'Almeria.

## Personatges destacats
- Bernard-Henri Lévy (*1948), filòsof i traductor.
- Jean Sénac (1926-1973), poeta.